# Роменвіль — Карно (станція метро)
48°52′59″ пн. ш. 2°26′26″ сх. д. / 48.88317° пн. ш. 2.44052° сх. д.
Роменвіль — Карно (фр. Romainville–Carnot) — станція 11-ї лінії Паризького метро.
Розташована на межі комун Роменвіль і Нуазі-ле-Сек.

## Історія
Станцію відкрили 13 червня 2024 р., як частину продовження лінії від Серж Генсбур до Роні — Буа-Пер'є.
Проєктна назва — Плас-Карно, на честь сусідньої площі Карно, розташованої за 60 м на південь від станції.
Пізніше компанія Île-de-France Mobilités (IDFM) офіційно назвала станцію Роменвіль — Карно 27 квітня 2022 року.

З 1920-х років планувалося, що лінію 11 буде продовжено до площі Карно від її тодішньої східної кінцевої станції Порт-де-Ліла.

Станція була спроєктована архітекторами Richez Associés, які також спроєктували 3 інші станції на розширенні,

будівельні роботи почалися у травні 2017 року.
2 квітня 2021 р. тунелепрохідницька машина Софія прибула на будівельний майданчик.

Будівельні роботи на підземній частині станції були завершені наприкінці 2021 року, а на наземній частині — до квітня 2022 року, незабаром після цього було встановлено обладнання та оснащення.
Затримки з його будівництвом у той час загрожували його відкриттям разом з рештою розширення.

## Конструкція
Односклепінна станція мілкого закладення (глибина закладення — 26 м), з двома береговими прямим платформами.

## Пасажирські послуги

### Виходи
Станція має 4 виходи:
- Вихід 1: Площа Карно
- Вихід 2: бульвар Анрі Барбюса
- Вихід 3: вулиця Карно (з ескалаторами)
- Вихід 4: rue Veuve Aublet

Основні виходи (виходи 1 і 2) мають два ескалатори та ліфти; розташовані на розі вулиці Республіки та бульвару Анрі Барбюса і неподалік від майбутньої станції запланованого розширення трамвайної лінії T1 .

### Операції
| Попередня станція | Лінія | Лінія    | Лінія | Наступна станція  |
| ----------------- | ----- | -------- | ----- | ----------------- |
| Серж Генсбур      |       | Лінія 11 |       | Монтрей — Опіталь |

### Пересадки
- Автобуси:
  - Noctilien: N12 та N23
  - RATP: 105, 129, 318 та 322
- Трамвай T1 (плановано)[10]